# Nová Véska (Staré Město)
Nová Véska (německy Neudörfel) je vesnice, část obce Staré Město v okrese Bruntál v Moravskoslezském kraji. Nachází se přibližně dva kilometry severozápadně od centra obce a pět kilometrů severozápadně od Bruntálu.

## Název
Česky Nová Véska, dříve také Nová Ves, v letech 1950 až 1993 přejmenovaná na Malou Vésku. Německy Neudörfel bei Freudenthal, Neudörfl, ve středověku též Newerderfel.

## Historie
První písemná zmínka o vesnici pochází z roku 1405. Další významná událost je zmíněna v dělení majetku Opavského, přináležící Mikuláši II. Bruntálští z Vrbna, kde si majitelé a držící panství vedou krutě v dále doloženém sporu. Roku 1557 totiž ukládá Jan starší Bruntálský z Vrbna († 1559) krutou robotu, znamenající uložení pomocných prací při dopravě materiálu při opravě bruntálského hradu. Přestože se obyvatelé města i přilehlých vesnic odvolali k opavskému sněmu, spor dopadl v jejich neprospěch. Práce místních byla po staletí zajištěna těžbou břidlice, výdělek byl dle kronikářů dobrý. Nepřehlédnutelný je vliv zemědělství. Období 1552–1556, 1585 je i zde časem morové pohromy. Existují dochované zprávy o hamru Otto Weisse z 15. století. Rok 1621 připadá obec i panství Řádu německých rytířů, 1625 byl dále časem násilného pokaličťování. V roce 1642 přicházejí Švédové, zdržují se do roku 1644, opětovně přicházejí v roce 1645, obyvatelé jsou nuceni nosit zabavené obilí na zádech až do Bruntálu, 1713 je v blízké Světlé doložen útok takového hejna kobylek, které spasou celou úrodu a způsobí hlad. Dějiny zmiňují hladomory, zimy tak silné, že se musejí lidé prokopávat tunely, léta tak krutá, že vysychají koryta řek. Směrem k obci Rudná stával větrný mlýn, jehož základy jsou ještě dobře patrné při původní cestě u Černého potoka (50°1′27″ s. š., 17°23′59″ v. d.). V devadesátých letech 20. století se pokoušela skupina nadšenců o jeho obnovu, což však skončilo nezdarem.
Po roce 1945–1946 dochází k odsunu původního německého obyvatelstva. Obrat v degradaci a ve stávajícím pojetí obce, zaměřující se především na zemědělství v podhorské oblasti nastává až po roce 1989, kdy začínají volné obecní pozemky skupovat obyvatelé, kteří dojíždějí za prací do nedalekého Bruntálu a zároveň užívají klidu vesnice. Tímto dochází k rychlé změně struktury, počtu obyvatel, životního stylu, vztahu k obci, který dosídlenému českému obyvatelstvu dříve výrazně chyběl.
V blízkosti autobusové zastávky se nachází dva unikátní smírčí kříže (50°0′50″ s. š., 17°24′39″ v. d.). Kříže byly umístěny na své původní místo po jejich znovunalezení při regulaci Černého potoka v roce 1976.
Závěr svého života zde prožila sólistka Operního divadla Oldřicha Ctibora Jarmila Mayerová (1925–2009).

### Pověst o smírčích křížích v Nové Vésce
Na svatodušní pondělí (letnice) se vraceli dva bratři, synové šafáře, ze sečení trávy. Noc před tím trávili oba dva na tancovačce a oba se vášnivě zamilovali do stejného děvčete. Mladší bratr navrhl, že se ten starší lásky může vzdát, protože bude zákonným dědicem a najde si lepší, než prosté děvče. Starší, popudlivý bratr to ostře odmítl, mezi bratry došlo k sporu, během kterého použili ostrých kos. Z tohoto souboje, hnaného žárlivostí, byli oba zraněni tak těžce, že oba zemřeli po několika hodinách. Na trvalou památku této smutné události byli z pískovce zhotoveny dva smírčí kříže, které zde stojí dodnes.

## Přírodní poměry
Obec patří ke geologicky významnému andělskohorskému břidlicovému souvrství, typickým rychlým střídáním jemno až hrubozrnných drobových poloh mocných až 100 metrů s výrazně gradačně zvrstvenými rytmity a laminity. Dobře patrná jsou povrchová těžiště břidlice v okolí.

## Obyvatelstvo
| Rok            | 1869 | 1880 | 1890 | 1900 | 1910 | 1921 | 1930 | 1950 | 1961 | 1970 | 1980 | 1991 | 2001 | 2011 | 2021 |
| -------------- | ---- | ---- | ---- | ---- | ---- | ---- | ---- | ---- | ---- | ---- | ---- | ---- | ---- | ---- | ---- |
| Počet obyvatel | 252  | 279  | 252  | 240  | 200  | 202  | 225  | 90   | 92   | 60   | 39   | 38   | 60   | 66   | 107  |
| Počet domů     | 34   | 34   | 41   | 42   | 41   | 41   | 47   | 41   | 41   | 16   | 12   | 17   | 22   | 24   | 33   |

V Nové Vésce je evidováno 27 adres, vesměs čísla popisná (trvalé objekty). Při sčítání lidu roku 2001 zde bylo napočteno 22 domů, z toho 17 trvale obydlených.

## Obecní správa
Při sčítání lidu v letech 1850–1951 Nová Véska byla samostatnou obcí v okrese Bruntál. V letech 1952–1966 byla částí obce Staré Město v okrese Bruntál. Od 1. ledna 1967 do 23. listopadu 1990 byla částí města Bruntál ve stejnojmenném okrese. Od 24. listopadu 1990 do 31. prosince 1992 byla osada úředně zrušena a jako část obce Staré Město byla obnovena 1. ledna 1993.